# Brévillers (Pas-de-Calais)
Brévillers település Franciaországban, Pas-de-Calais megyében. Lakosainak száma 157 fő (2022. január 1.). Brévillers Le Quesnoy-en-Artois, Capelle-lès-Hesdin, Guigny és Hesdin-la-Forêt községekkel határos.

## Népesség
A település népességének változása:
| Lakosok száma | 154  | 157  | 165  | 158  | 157  | 159  | 158  | 158  | 157  |
|               | 2013 | 2015 | 2016 | 2017 | 2018 | 2019 | 2020 | 2021 | 2022 |